# Elisabeth Beck
Elisabeth Beck (* 4. Januar 1907 in Schöneberg bei Berlin als Elisabeth Bauer; † 2002) war eine deutsch-britische Neurowissenschaftlerin.
Elisabeth Bauer erhielt eine Ausbildung als technische Assistentin in Neurologie am Institut für Hirnforschung der Kaiser-Wilhelm-Gesellschaft in Berlin-Buch und an der Psychiatrischen Universitätsklinik in Frankfurt am Main. Sie war seit 1930 mit dem Privatdozenten Eduard Beck (1892–1976) verheiratet, der sich aber als NSDAP-Mitglied 1935 von seiner jüdischen Frau scheiden ließ. 1939 verließ sie Deutschland und ging nach England. Dort arbeitete sie mit dem Neuropathologen Alfred Meyer zum Beispiel über präfrontale Lobotomie und Temporallappen-Epilepsie. Sie war zunächst medizinisch-technische Assistentin, wurde 1952 zur Forschungsassistentin ernannt und 1964 wurde sie Lecturer an der Universität London.
Sie ist bekannt für Forschungen zu Prionen-Erkrankungen wie Kuru, Scrapie und der Creutzfeldt-Jakob-Krankheit und erbrachte in Zusammenarbeit mit dem späteren Nobelpreisträger Carleton Gajdusek, dem Entdecker der ersten humanen Prionen-Erkrankung Kuru, Beweise für deren Übertragbarkeit.
1983 wurde sie Ehrendoktorin der Universität Frankfurt am Main. Sie war Ehrenmitglied der British Neuropathological Society.

## Schriften (Auswahl)
- mit P. M. Daniel, D. C. Gajdusek: A comparison between the neuropathological changes in kuru and scrapie, system degeneration, Proceedings of the VIth International Congress Neuropathol., Zürich, 31. August–3. September 1965, S.  213–218
- mit P. M.  Daniel, M. P. Alpers, D. C. Gajdusek, C. J. Gibbs:  Experimental kuru in chimpanzees. A pathological report, Lancet, Band 288, Heft 7472, 1966, S. 1056–1059. PMID  4162508
- C. J. Gibbs, D. C. Gajdusek D.C., D. M. Asher, M. P. Alpers, E. Beck, P. M. Daniel, W. B. Matthews: Creutzfeldt-Jakob disease (spongiform encephalopathy): Transmission to chimpanzee, Science, Band 161, 1968, S. 388–389.
- mit P. M.  Daniel, P. M. Asher, D. C. Gajdusek, C. J. Gibbs: Experimental kuru in chimpanzees. A neuropathological study, Brain, Band 96, 1973, S. 441–462.
- mit W. Krücke, Helge Gräfin Vitzthum: Creutzfeld-Jacob disease, Journal of Neurology, Band 206, 1973, Heft 1, S. 1–24
- mit P. M. Daniel: Prion diseases from a neuropathologist’s perspective. In: S. B. Prusiner, J. Collinge, J. Powell, B. Anderton (Hrsg.), Prion Diseases of Humans and Animals,  Ellis Horwood 1993, S.  63–65.